# 祖国我向你立誓
《祖国我向你立誓》（英文：I Vow to Thee, My Country）是一首英国爱国歌曲，也是英国众多爱国歌曲中最著名的一首，此曲在英国的地位仅次于国歌。创作于1921年，歌词为塞西爾·斯普林-賴斯的诗歌，并由古斯塔夫·霍尔斯特作曲。

## 历史
該歌曲的歌词本為聖歌，由外交官塞西爾·斯普林-賴斯於1908年獲派駐英國駐瑞典期間寫成，描述了一名基督徒对天国和祖国的雙重忠诚。之后诗被命名为Urbs Dei（上帝之城）或The Two Fatherlands（兩個祖國）。
1912年Spring-Rice被任命为驻美大使，任內促使伍德罗·威尔逊政府放弃中立政策，與英国聯手對付德意志帝國。美国参战后，他被召回英国，在离开美国之前的1918年1月，他重新写了诗并更名为Urbs Dei，更改了第一段来描述英国士兵在几年间蒙受的巨大牺牲。
1921年，古斯塔夫·霍尔斯特将他的行星组曲中的木星曲目改编用于诗歌，音乐略有延长，以适应头诗的最后两行。

## 歌詞
I vow to thee, my country, all earthly things above,
我向妳起誓，我親愛的祖國，我願在妳面前獻上世間的一切
Entire and whole and perfect, the service of my love;
那是全然完美無缺的，就是我對妳奉獻的愛
The love that asks no questions, the love that stands the test,
那是不問任何原因的愛，更是衝破試煉的愛
That lays upon the altar the dearest and the best;
那是獻在祭檀上，最誠挈與最美好的愛
The love that never falters, the love that pays the price,
一個永不凋零的愛，是誠願付上一切代價的愛
The love that makes undaunted the final sacrifice.
更是毫無畏懼獻上最後犧牲的愛

And there's another country, I've heard of long ago,
更有一個遙遠的國度，是我許久以前就聽過的
Most dear to them that love her, most great to them that know;
對愛她的來說是最親愛的故土，對知道她的是最偉大的祖國
We may not count her armies, we may not see her King;
我們數也數不清她有多少精兵，我們也見不著她的國王
Her fortress is a faithful heart, her pride is suffering;
她的堡壘是由忠誠的心情築起，為她受苦是至高的榮耀
And soul by soul and silently her shining bounds increase,
在寧靜之中一個又一個的忠靈為她凝聚了閃亮的團結
And her ways are ways of gentleness, and all her paths are peace.
她的道路是謙和之道，引領至最終和平王道！
以上中文翻譯取自網頁。

## 用途
- 在英聯邦國家的陣亡將士紀念日中，會經常出現該曲。[3]
- 用于2012年殘奥會開幕式。
- 英皇喬治五世（1936年）、喬治六世（1952年）、伊麗莎白二世（2022年）國葬。
- 多位英國首相葬禮，如丘吉爾（1965年）、柴契爾夫人（2013年）等。
- 戴安娜王妃葬禮（1997年）。
- 愛丁堡公爵菲利普親王葬禮（2021年）。

### 商业用途
- 文明帝國5 —— 英國和平時期和戰爭時期的背景音樂。
- 戰地風雲5 —— 單人劇情序章背景音樂。